# Ананьева, Анастасия Аркадьевна
Анастасия Аркадьевна Ананьева (29 сентября 1996, Димитровград, Ульяновская область) — российская футболистка, вратарь клуба ЦСКА.

## Биография
Родилась в многодетной семье, где была шестым ребёнком. В детстве помимо футбола занималась самбо, баскетболом, танцами. Первый тренер в футболе — В. С. Ивахин. На юниорском уровне выступала за команды «Экостром» (Сергиев Посад), «Зоркий» (Красногорск), «Россиянка-УОР» (Московская область).
На взрослом уровне дебютировала в составе «Россиянки» в высшей лиге России 6 июня 2015 года в матче против «Кубаночки». Всего в своём первом сезоне сыграла 3 матча, а её команда стала серебряным призёром чемпионата.
С 2016 года выступает за ЦСКА, в сезоне 2016 года сыграла за команду 5 матчей. Осенью того же года была отдана в аренду в «Россиянку», где провела полтора года, играла в матчах еврокубков. В начале 2018 года вернулась в ЦСКА, в 2018 году была в команде третьим вратарём, в дальнейшем — вторым вратарём после Эльвиры Тодуа. Чемпионка России 2019 и 2020 годов, серебряный призёр чемпионата 2021 и 2023 года.
Выступала за юношескую и молодёжную сборные России, 18 июля 2023 года дебютировала в матче за основную сборную России против сборной Ирана.

## Командная статистика
| Выступление      | Выступление      | Выступление      | Лига | Лига | Кубок | Кубок | Суперкубок | Суперкубок | Еврокубки | Еврокубки | Итого | Итого |
| Клуб             | Лига             | Сезон            | Игры | Голы | Игры  | Голы  | Игры       | Голы       | Игры      | Голы      | Игры  | Голы  |
| ---------------- | ---------------- | ---------------- | ---- | ---- | ----- | ----- | ---------- | ---------- | --------- | --------- | ----- | ----- |
| Россиянка        | высшая           | 2015             | 3    | -1   | —     | —     | —          | —          | —         | —         | 3     | -1    |
| Россиянка        | высшая           | 2017             | 5    | -8   | 1     | -3    | —          | —          | 2         | -5        | 8     | -16   |
| Россиянка        | Итого            | Итого            | 8    | -9   | 1     | -3    | —          | —          | 2         | -5        | 11    | -17   |
| ЦСКА             | высшая           | 2016             | 5    | -7   | —     | —     | —          | —          | —         | —         | 5     | -7    |
| ЦСКА             | высшая           | 2018             | —    | —    | —     | —     | —          | —          | —         | —         | 0     | 0     |
| ЦСКА             | высшая           | 2019             | 7    | -2   | 3     | -1    | —          | —          | —         | —         | 10    | -3    |
| ЦСКА             | высшая           | 2020             | 4    | -1   | 1     | -1    | —          | —          | —         | —         | 5     | -2    |
| ЦСКА             | высшая           | 2021             | 7    | -5   | —     | —     | —          | —          | —         | —         | 7     | -5    |
| ЦСКА             | высшая           | 2022             | —    | —    | —     | —     | —          | —          | —         | —         | 0     | 0     |
| ЦСКА             | высшая           | 2023             | 13   | -9   | —     | —     | 1          | -1         | —         | —         | 14    | -10   |
| ЦСКА             | высшая           | 2024             | 14   | -2   | 3     | -3    | 1          | -          | —         | —         | 18    | -5    |
| ЦСКА             | Итого            | Итого            | 50   | -26  | 7     | -5    | 2          | -1         | —         | —         | 59    | -32   |
| Всего за карьеру | Всего за карьеру | Всего за карьеру | 58   | -35  | 8     | -8    | 2          | -1         | 2         | -5        | 70    | -49   |